# 山田太郎ものがたり
『山田太郎ものがたり』（やまだたろうものがたり）は、森永あいによる日本の漫画。『月刊Asuka』（角川書店）にて連載された。

## 概要
2000年に単行本全14巻+番外編「山田一家ものがたりゴージャス」でいったん完結となるが、ドラマ化に合わせ2007年9月号から連載が復活。また、周りの人々のサイドストーリーを描いた9作品をまとめた第15巻が2007年9月に発売された。コミックス累計部数は700万部を突破している。ノベライズも4巻出版されている。
2001年、台湾でドラマ化（邦題『貧窮貴公子〜山田太郎ものがたり〜』）。
2007年7月からTBSにてドラマ化。

## あらすじ
容姿端麗、学力優秀、運動神経抜群の完璧人間だが、家が貧しいため貧乏生活に悩まされている山田太郎が、一癖も二癖もある周囲の人物に振り回されながらも愉快に人生を謳歌していく。

## 登場人物
※声の記述はラジオドラマ版、演の記述は日本版/台湾版の順

### 主要人物
山田太郎（やまだ たろう）
声 - 千葉進歩 / 演 - 二宮和也/周渝民（ヴィック・チョウ）（幼少：ルウク）
主人公。名門・私立一ノ宮高校1年1組→3年1組の男子高生→城南大学農学部生→博士課程2年生。極貧の中幼い弟妹を養うため、アルバイトに精を出す苦労人。気品にあふれているからか、周りからは裕福だと勘違いされている。女性から非常にモテるが、全く自覚はない。隆子の母親（声 - くじら / 演 -柴田理恵 /王月 ）を尊敬している。高校・大学ともに特待生として入学している。
御村託也（みむら たくや）
声 - 関智一 / 演 - 櫻井翔/高浩鈞（ショーン・ガウ）（幼少：桑代貴明）
太郎とは高校以来の親友。常にポーカーフェイス。家が茶道（ドラマでは華道）の家元で裕福。山田家の実態を知る数少ない人物で、彼らと仲が良い。私立一ノ宮高校1年1組→3年1組→城南大学理工学部生→博士課程2年生。松岡正広（声 - 天田真人）とは中学からの幼馴染みで、同級生。
池上隆子（いけがみ たかこ）
声 - かかずゆみ / 演 - 多部未華子/柳瀚雅（アヤ・リウ）
私立一ノ宮高校1年1組→3年1組→城南大学の補欠入学生→一応大学の事務員。恥を知らない両親に絶望、将来玉の輿に乗りたがっている。太郎を金持ちと勘違いしてアタックするが、あるきっかけから貧乏だと知り、夢と恋との板ばさみに悩む。10年後（25~26歳の時）いまだに独身の模様。

### 太郎を取り巻く人々
杉浦圭一（すぎうら けいいち）
声 - 緑川光 / 演 -  忍成修吾/劉畊宏（ウィール・リュウ）
私立一ノ宮高校2年生→城南大学農学部生→博士課程2年生（ドラマでは同級生）。非常にナルシスト。色々と太郎をつけまわすうちに好きになる。実家はスーパー経営。
杉浦ミカ（すぎうら ミカ）
声 - 荒木香恵 / なし/演 - 呉怡妮（ウー・イーニー）
杉浦より3歳下の妹。中学時の実力偏差値は低かったが、熱心な猛勉強の末、一ノ宮高校へ入学する。
中井正美（なかい まさみ）
声 - 折笠富美子 / 演 - 大塚ちひろ/張碩芬（チャン・シュオフェン）
杉浦の同級生（ドラマでは太郎の同級生で隆子の友人）。杉浦がゲイだと知ってからは応援してきた。
鳥居京子（とりい きょうこ）
声 - なし / 演 - 吹石一恵/張清芳（チャン・チンファン）
太郎・託也・隆子の担任教師。通称「鳥居ちゃん」。金銭面で大学進学を諦めようとする太郎を進学させようと力を尽くす。思い込みが激しく、よくトリップする。生徒たちからは親しまれている。後に永原と結婚、彼に瓜二つな子供を儲ける。実は面食い。
永原眞実（ながはら まこと）
声 - なし / 演 - 吉沢悠/苗子傑（ミィァォ・ズージェ）
城南大学農学部教授であり、鳥居の2年先輩。眼鏡をかけた人物。高校時代は空手部員であり、鳥居の面食いを利用して強引にマネージャーとして引きずり込んだ。学長たちからの信頼は厚い一方、腹黒い裏の顔を持つ。ドラマ版では、城南大学農学部准教授。後に鳥居と結婚した。

### 山田家
山田家は、両親と10人兄弟の大家族である。外見は太郎にそっくりの美形揃い。両親のせいで貧乏暮らしを強いられるが、兄妹揃って荒まずに育った。非常に兄思いで互いに仲が良い。弟妹6人とも、兄と同様に一ノ宮高校へは特待生として入っている。
山田綾子（やまだ あやこ）
声 - 井上喜久子 / 演 - 菊池桃子/伊能静 （少女期：普天間みさき / 幼少期：鎗田千裕）
10児の母親。お嬢様育ちのため世間知らずで、金銭感覚が麻痺している。太郎が稼いだお金をつまらないことに浪費するが本人に悪気は一切ない。実家は結婚前に没落、両親共に既に他界した天涯孤独。泥棒に入られたこともあるが、持ち前の天真爛漫さが幸をなし、上手く防げた。20歳のときに太郎を産んだ。
山田和夫（やまだ かずお）
声 - 三木眞一郎 / 演 -  松岡充/朱孝天（ケン・チュウ）
10児の父親。放浪癖のある画家。もともとは医者の息子であるが、とあるきっかけで頭のネジが外れた。放浪の先々で女性にもてる、愛妻家。実は妻より6歳下。
山田次郎（やまだ じろう）
声 - 秋田まどか / 演 - 鎗田晟裕/歐定興（エドワード・オウ）
次男。太郎が大学に進学してからは、太郎に代わり山田家の柱となり、後に文系の国立大学に入学する。外見も性格も太郎とそっくり。
山田三郎（やまだ さぶろう）
声 - 横手久美子 / 演 - 清水尚弥/劉亭軒（リウ・ティンシュェン）
三男。次郎とは年子。7年後（17歳の時）、12歳上のキャリアウーマンを妊娠させ、後に結婚する。現在、城南大学に通いながら子守もしている。
山田よし子（やまだ よしこ）
声 - 高森奈緒 / 演 - 村中暖奈/張榕容（チャン・ロンロン）
長女かつヒロイン。託也とは許婚関係。中学卒業後、託也の祖父（声 - 清川元夢 / 演 -  麿赤兒/なし）の希望で御村家へ行儀見習いに上がる。一ノ宮高校に進学し、スタイル抜群の美少女へと成長したのに託也に手を出されないことに不満を持ち始めた。
山田五子（やまだ いつこ）
声 - 城雅子 / 演 - 吉田里琴/楊雅筑（ヤン・ヤーツー）
次女。よし子とは年子。横に2つに結んだ髪が特徴。気が強く、積極的に玉の輿を狙いに行動するなど、計算高い性格。アラブの某国の王子・アリーに惚れられる。
山田六生、山田七生（やまだ むつみ、やまだ ななみ）
声 - たかはし智秋（六生）、浅井清己（七生） / 演 - 澁谷武尊（六生）彭歆（ヨーヨー）（六生）、稲垣鈴夏（七生）陳界宇（チェン・ジエユー）（七生）/。
二卵性双生児の兄妹。五子とは年子。六生は四男、七生は三女。お互いのことは呼び捨てにしている。
山田やすみ、山田九太、山田十子（やまだ やすみ、やまだ きゅうた、やまだ とおこ）
三つ子の兄弟。やすみは四女、九太は五男、十子は五女。河原で陣痛に苦しむ綾子を杉浦が発見、そのまま取り上げられた。3人とも長男より18歳下。
矢島敦士（やじま あつし）
山田家の飼い犬兼非常食。赤犬。捨てられていたところを太郎に拾われる。

## 書誌情報

### 漫画
- 森永あい 『山田太郎ものがたり』 角川書店〈あすかコミックス〉、全15巻
  1. 1996年4月15日発売、ISBN 4-04-924588-4
  2. 1996年8月13日発売、ISBN 4-04-924613-9
  3. 1996年12月12日発売、ISBN 4-04-924636-8
  4. 1997年6月17日発売、ISBN 4-04-924674-0
  5. 1997年11月13日発売、ISBN 4-04-924703-8
  6. 1998年2月13日発売、ISBN 4-04-924719-4
  7. 1998年7月15日発売、ISBN 4-04-924742-9
  8. 1998年11月13日発売、ISBN 4-04-924757-7
  9. 1999年2月17日発売、ISBN 4-04-924767-4
  10. 1999年7月14日発売、ISBN 4-04-924787-9
  11. 1999年12月14日発売、ISBN 4-04-924803-4
  12. 2000年3月16日発売、ISBN 4-04-924817-4
  13. 2000年7月17日発売、ISBN 4-04-924826-3
  14. 2000年12月16日発売、ISBN 4-04-924847-6
  15. 2007年9月22日発売、ISBN 978-4-04-925049-7
- 森永あい 『山田一家ものがたり ゴージャス』 角川書店〈あすかコミックスDX〉、2003年10月1日発売、ISBN 4-04-853673-7

### 小説
- 森永あい（原作） / 塚本裕美子（著） 『山田太郎ものがたり』 角川書店〈角川ティーンズルビー文庫 / 角川文庫（新装版）〉、全4巻
  1. 「たのしいびんぼう」1999年8月31日発売、ISBN 4-04-437901-7
    - 新装版：2007年6月23日発売、ISBN 978-4-04-385901-6

  2. 「でりしゃすアルバイト」1999年11月30日発売、ISBN 4-04-437902-5
  3. 「たたかう青少年」2000年3月28日発売、ISBN 4-04-437903-3
    - 新装版：2007年6月23日発売、ISBN 978-4-04-385902-3

  4. 「すぺしゃる」2000年9月28日発売、ISBN 4-04-437904-1

## ラジオドラマ

### 概要（ラジオドラマ）
2001年4月からTOKYO FM、FM OSAKA他、全34局ネットで放送された。ほとんど原作に沿った内容である。CD化もされており、全4巻。
ナレーションは立木文彦。

### スタッフ（ラジオドラマ）
- 脚本 - 塚本裕美子
- 構成 - とまとあき
- 演出 - 菊田浩巳
- 音楽 - 根岸貴幸
- 制作 - カドカワ・サウンドシネマ・プロジェクト

### 主題歌（ラジオドラマ）
- TAKUI「ピアス」

## テレビドラマ 台湾版
2001年8月から11月にかけて『貧窮貴公子』（ひんきゅうきこうし）として、台湾で放映された。全46話、日本では森永あいセレクションバージョンとして全13話で放送。中華電視公司制作。太郎役は台湾の人気俳優、周渝民（ヴィック・チョウ）。その後、『山田太郎ものがたり 〜貧窮貴公子〜』の邦題で日本にも逆輸入された。舞台は城南大学経済学部だが、原作にはほぼ忠実に再現されている。吉本新喜劇の島木譲二は大熊としてゲスト出演している。

### スタッフ（台湾版）
- 総合プロデューサー - 柴智屏
- プロデューサー - 馮家瑞　呉志強
- 監督 - 陳東漢
- 製作著作 - Comic Ritz Productions Co. Ltd.
- 配給 - コミックリズ株式会社

### 主題歌（台湾版）
オープニングテーマ
- 周渝民（ヴィック・チョウ）「求救専線 Hotline for help」

エンディングテーマ
- 朱孝天（ケン・チュウ）「晴天 One Fine Day」

### エピソード・サブタイトル
全13話（森永あいセレクションバージョン）
| 各話   | サブタイトル                       |
| ------ | ---------------------------------- |
| 第1話  | だって女の子だもん                 |
| 第2話  | ライバルはどいつ                   |
| 第3話  | おいしいバイト                     |
| 第4話  | 父帰る・隆子の誤算                 |
| 第5話  | ときめき太郎                       |
| 第6話  | お嫁においで                       |
| 第7話  | ビンボー仮面・マイ・フェア・タロー |
| 第8話  | 和夫と綾子の青春                   |
| 第9話  | 山田兄弟増殖中                     |
| 第10話 | がんばれ兄ちゃん                   |
| 第11話 | わたしの王子様                     |
| 第12話 | 愛をください                       |
| 第13話 | 前より貧乏                         |

### ソフトウェア

#### 書籍
写真集
- 「山田太郎ものがたり〜貧窮貴公子: ヴィック・チョウ」（台湾角川書店 2005年10月13日）ISBN 978-4048948012

#### DVD（台湾版）
- 「山田太郎ものがたり 〜貧窮貴公子〜 DVD-BOX」（2006年1月27日 スピーオー）

| KBS京都 水曜22時枠の華流ドラマ                    | KBS京都 水曜22時枠の華流ドラマ                                | KBS京都 水曜22時枠の華流ドラマ                |
| 前番組                                            | 番組名                                                        | 次番組                                        |
| ------------------------------------------------- | ------------------------------------------------------------- | --------------------------------------------- |
| 流星花園～花より男子～ （2005年4月6日 - 9月14日） | 山田太郎ものがたり～貧窮貴公子～ （2005年9月21日 - 12月14日） | ラベンダー （2005年12月21日 - 2006年3月29日） |

## テレビドラマ 日本版
TBS系列の金曜ドラマ枠（毎週金曜日22:00 - 22:54、JST）で2007年7月6日から9月14日まで放送された日本のテレビドラマ。主演は二宮和也と櫻井翔。
文字多重放送。また、アメリカ合衆国・カナダ、プエルトリコなどを放送地域とするNHKの国際放送テレビジャパンが、2008年4月16日から6月18日まで放送した。
二宮と櫻井が連続ドラマでレギュラー共演するのは初である。ヒロインの多部未華子はこのドラマが連続ドラマ初出演となる。櫻井にとってTBS連ドラ初。主演である。また、菊池桃子が当作品で12年ぶりに女優業へ復帰した。

### キャスト
主要人物についてはこちらを参照。

#### 御村家
- 執事・磯貝 - 綾田俊樹
- 御村聖一 - 麿赤兒
- 御村露子 - 西田尚美

#### 池上家
- 池上まりあ - 柴田理恵
- 池上龍之介 - 六平直政

#### 一ノ宮高校の生徒
- 安藤政樹 - 山田親太朗
- 臼井琴音 - 小嶋陽菜（AKB48）
- 星野千香子 - 所里沙子
- 佐々木小一郎 - 田中滋人
- 菅原淳子 - 高野葵
- 芹沢明 - 井上拓哉
- 三宅真理 - 白沢璃沙
- 小泉龍之介 - 福田雄也
- 藤田沙織 - 入船加澄実
- 木下翼 - 原田淳史
- 江藤果鈴 - 濱田准
- 春川琉星 - 内藤正樹
- 高岡遥 - 佐野光来
- 長岡主税 - 森渉
- 青木結衣 - 田野アサミ
- 桜木千尋 - 高松いく
- 柏木ほのか - 尾形沙耶香
- 内野真帆 - ますきあこ（carezza）
- 笹内絵美 - 野口逢里
- 大久保進 - 高橋良輔

#### 一ノ宮高校の教師
- 永原眞実 - 吉沢悠
- 大崎新之助 - 福井博章
- 一ノ宮校長 - 宇津井健

#### ゲスト
第1話
- バイト（工事現場）の先輩 - 西村清孝
- 横綱スーパーの店員 - 大貫大史
- 和夫が連れてきた女性 - アンナ、ゾヤ

第2話
- 少年野球チーム「青山スターズ」の監督 - 柳田務
- 野球少年 - 鈴木遼太、清田勝平、池田優哉、森田優也
- 御村家のメイド - 田中めゆ、外山晴菜、須藤幹子、金田麻美
- 英語教師 - 岡村仁美
- その他 - 亜里奈、KaoRi、臼井志保、菊池優子、嶋崎亜美、田畑あつ菜

第3話
- 隆子の妄想の太郎一家、父 - 柴崎徹、母 - 天田紗貴、兄 - 荒川智大、姉 - 上野未佳
- その他 - 末松秀和、安達美佳、山本七星、根本一輝

第4話
- アーロン（山田家にホームステイした少年） - スプラフニク・ヴラディスラヴ
- セレブ女性 - キラ・ライチェフスカヤ
- 隆子の妄想の執事（屋敷で和夫を迎える） - 遠藤たつお

第5話
- よし子の彼氏 - 岡田佑太

第6話
- 小谷カンヌ - 水川あさみ
- 御村家のメイドの料理の先生（太郎が一目惚れ） - 霧島れいか
- 御村家のメイド（太郎が一目惚れの女性と間違えた） - 金田麻美

第7話
- スーパーの試食販売員 - 山梨雅子

第8話
- ウメおばさん - 吉行和子
- 富沢 - 猫背椿（第9話にも出演）

第9話
- ウメおばさんの屋敷の運転手 - 小林隆

最終話
- 星空商店街祭りのチラシ配り - 大野智（嵐、友情出演）
- みのもんた（夕ズバ!の司会者） - みのもんた（特別出演）
- 根本美緒（夕ズバ!の気象予報士） - 根本美緒
- エアギター選手 - 金剛地武志
- 星空商店街祭りに居た主婦 - 中田優子、島邑みか、倉橋悦子
- エアギター選手権の司会者 - 半海一晃
- 福引係 - マギー

### スタッフ（日本版）
- 原作 - 森永あい『山田太郎ものがたり』（角川書店/あすかコミックス）
- 脚本 - マギー
- 脚本スタッフ - 山浦雅大
- 音楽 - 平沢敦士
- 主題歌 - 嵐「Happiness」（ジェイ・ストーム）
- チーフプロデューサー - 瀬戸口克陽
- プロデューサー - 高橋正尚、下山潤
- 演出 - 石井康晴、山室大輔、川嶋龍太郎
- 協力 - 東通、アックス、緑山スタジオ・シティ、AVC、ジニアス
- 企画協力 - トータルメディアコミュニケーション
- 制作 - TBSテレビ
- 製作著作 - TBS

### 放送日程
| 各話                                                       | 放送日        | サブタイトル                      | 演出       | 視聴率 | 備考         |
| ---------------------------------------------------------- | ------------- | --------------------------------- | ---------- | ------ | ------------ |
| 第1話                                                      | 2007年7月06日 | 麗しの王子様は…ケタはずれのド貧乏 | 石井康晴   | 17.4%  | 15分拡大     |
| 第2話                                                      | 7月13日       | 潜入メイド大作戦                  | 石井康晴   | 15.9%  | -            |
| 第3話                                                      | 7月20日       | 告白VS夢の松阪牛                  | 山室大輔   | 16.5%  | -            |
| 第4話                                                      | 7月27日       | 出現!! 嵐を呼ぶ男                 | 山室大輔   | 13.7%  | -            |
| 第5話                                                      | 8月03日       | 灼熱!! 浴衣デート                 | 川嶋龍太郎 | 15.4%  | 10分繰り下げ |
| 第6話                                                      | 8月10日       | 兄ちゃん一目ボレ                  | 山室大輔   | 11.1%  | -            |
| 第7話                                                      | 8月17日       | 大波乱!! の夏合宿                 | 川嶋龍太郎 | 13.6%  | -            |
| 第8話                                                      | 8月24日       | ド貧乏がバレた!?                  | 山室大輔   | 14.6%  | -            |
| 第9話                                                      | 9月07日       | 号泣!! 最大の決断                 | 川嶋龍太郎 | 16.3%  | -            |
| 最終話                                                     | 9月14日       | サヨナラ貧乏王子最後の挑戦そして… | 山室大輔   | 17.9%  | 10分拡大     |
| 平均視聴率 15.3%（視聴率は関東地区・ビデオリサーチ社調べ） |               |                                   |            |        |              |

- 8月31日は世界陸上2007中継のため休止。

### その他
- 第6話で小谷カンヌが映画の撮影終了後のシーンで山田太郎（二宮）に「私、いつか有名になってハリウッドで戦争映画を撮るの。そのときは、日本兵士役、よろしく」と言う『硫黄島からの手紙』へのオマージュがある。
- 第8話では、世界陸上2007を示唆する台詞や、世界陸上のPRポスターが映るシーンがあった。
- 第9話で山田太郎が学校に登校してきた車のナンバーが「617」（ひらがなは山田の「や」）になっていた。数秒後に御村託也の車が到着するが、この車のナンバー「1111」（ひらがなは御村の「み」）。
- 二宮と多部は15年後の2022年に「日曜劇場」枠で放送されたドラマ『マイファミリー』では、夫婦役として共演している。
- 『マイファミリー』の放送を機に2022年3月20日よりParaviにて初配信された（期間限定。同時期にTVer等での広告付き無料配信も行なわれた）[2]。

原作とドラマの相違点
- 原作本編では高校1年生の途中から始まり卒業まで時間が進行していくが、ドラマでは3年生の進級時から始まる。太郎と御村は原作では開始時から既に友人だが、ドラマ版では開始時の3年進級時に初対面。原作での初対面シーンは後から回想の話として登場。
- 太郎の隆子の呼び方が、原作では呼び捨てだが、ドラマでは「さん」付け。同様に、御村への呼び方もドラマでは「くん」付けされている。
- 御村家は、原作では茶道家元だが、ドラマでは華道家元。
- 杉浦と中井は原作では太郎より1年先輩である。また、小谷カンヌも原作の映画撮影エピソード時には在校生の先輩。
- 中井は原作では出番はそれほどなく、全14巻のうち数話しか出ていない。また、ドラマでは隆子の恋を応援する友人となっているが、原作では杉浦と同級生で隆子との接点は一切ない。
- ヒロインは、原作ではよし子だがドラマでは隆子。
- 原作では、和夫が14歳の中学生の時に綾子と出会って太郎が生まれているが、ドラマでは高校生。
- 和夫の両親（医師）は、ドラマでは和夫のできちゃった結婚により勘当しているが、原作では綾子を妊娠させてしまった和夫を放置してアフリカの無医村地域に出かけており、山田家と縁は続いている。また、ドラマ版の和夫は生来の放浪者気質だが原作では元々真面目少年で、この両親の無軌道ぶりのせいで頭のネジが外れた。
- 原作ではウメは死亡して和夫がその遺産を相続するのだが、ドラマではドバイの別荘に移住している。
- 小谷カンヌの映画出演条件がホテルニューコタニのホットケーキ1年分だが、ドラマでは1箱。
- 原作ではよし子がおかっぱのようなボブで、五子が二つ結わきだが、ドラマではよし子が二つ結わきで、五子がおかっぱのようなボブ。
- 映画撮影のエピソードは、原作では太郎が貧乏な大家族の長男でお金持ちになるお話で[注 3]、ドラマでは太郎と隆子の恋愛ものになっている。
- ドラマ版では御村が山田に対する片想い的な恋愛感情を密かに持っているボーイズラブ的な描写があるが、原作にはそのような描写はない。

### DVD（日本版）
- DVD-BOX（本編5枚+映像特典ディスク）2008年1月9日発売

TBS iShopで購入するとオリジナル特典の特製「クラウンストラップ」が付いた。
| TBS系列 金曜ドラマ                      | TBS系列 金曜ドラマ                            | TBS系列 金曜ドラマ                 |
| 前番組                                  | 番組名                                        | 次番組                             |
| --------------------------------------- | --------------------------------------------- | ---------------------------------- |
| 特急田中3号 （2007年4月13日 - 6月22日） | 山田太郎ものがたり （2007年7月6日 - 9月14日） | 歌姫 （2007年10月12日 - 12月21日） |